# بطولة أوروبا للدراجات

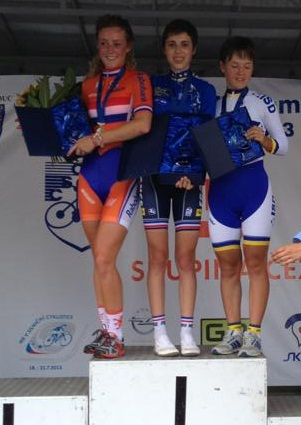
بطولة الطريق الأوروبية 2013

بطولة أوروبا للدراجات (بالإنجليزية: European Road Championships)‏ هي بطولة سباق دراجات هوائية، تُقام سنويًا منذ 1995.

## قائمة الفائزين
| السنة | الفائز | الثاني | الثالث |
| ----- | ------ | ------ | ------ |

## وصلات خارجية
- الموقع الرسمي